# Sérénade KV 239
«Serenata notturna»
La Sérénade no 6 en ré majeur dite « Serenata notturna » KV 239, est une œuvre de Wolfgang Amadeus Mozart qui a été composée en 1776 à Salzbourg.

## Instrumentation
La sérénade est écrite pour 2 ensembles
1. instruments solistes : 2 violons, alto et contrebasse
2. timbales, violons 1 et 2, altos et violoncelles.

## Structure
Introduction de la Marcia (maestoso) :
La lecture audio n'est pas prise en charge dans votre navigateur. Vous pouvez télécharger le fichier audio.
Première reprise du Menuetto :
La lecture audio n'est pas prise en charge dans votre navigateur. Vous pouvez télécharger le fichier audio.
Première reprise du Trio (violons 1 et 2):
La lecture audio n'est pas prise en charge dans votre navigateur. Vous pouvez télécharger le fichier audio.
Première reprise du Rondo (allegretto) : :
La lecture audio n'est pas prise en charge dans votre navigateur. Vous pouvez télécharger le fichier audio.

La sérénade est composée de 3 mouvements:
1. Marcia (maestoso), en ré majeur, à 
, 63 mesures, 2 sections répétées 2 fois (mesures 1 à 25, mesures 26 à 63)
2. Menuetto, en ré majeur, à 
, avec un Trio en sol majeur, 32+24 mesures
3. Rondo (allegretto), en ré majeur, à 
, 182 mesures, sections répétées 2 fois : mesures 1 à 8, mesures 9 à 19, mesures 20 à 28, mesures 29 à 36, ➜ Adagio  à 
 (mesure 43 à 53) ➜ Allegro à 
 (mesures 54 à 182)

- Durée de l'interprétation : environ 13 minutes.